# 歴史図書総目録
歴史図書総目録（れきしとしょそうもくろく）とは、歴史図書目録刊行会が書籍媒体で毎年発行していた、歴史書の目録である。分野別図書目録の一つ。
1974年創刊の後、大体、毎年4月に発行されていた。2008年版（4月4日発行 ISBN 978-4-947572-04-2）では、歴史書を発行する157社が協力し、7745点を収録した。それぞれの書籍について、シリーズ名、書名、著者名、簡単な概要、大きさ、ページ数、当時の値段、ISBN、出版社の順に載せている。分類は、日本十進分類法によらず、独自のカテゴリ（2008年版では、7部門、中分類40項目、小分類（専門分野）165項目）に整理されている。
歴史書懇話会のアンケート（Web上）に回答すると、無料で本目録が郵送されるサービスが行われていた。
2022年度発行の第49版をもって休刊が決定された。

## 歴史図書目録刊行会
- 東京都新宿区東五軒町6-24 トーハンビル内